# Aura bevásárlóközpont (Novoszibirszk)
Az Aura bevásárlóközpont (orosz nyelven: Торгово-развлекательный центр «Аура» – ТРЦ «Аура») Oroszországban, a szibériai Novoszibirszkben épült, 2011-ben megnyitott „mall” típusú szórakoztató- és bevásárlóközpont. Teljes területe 150 000 négyzetméter, kereskedelmi felülete 60 000 négyzetméter.

## Története
A bevásárlóközpont a város Centralnij (Központi) kerületében, 5 hektáros telken épült. Építtetője és első tulajdonosa egy török vállalkozó által 1993-ban alapított cég, a Renaissance Development volt. A létesítményt 2011. március 18-án nyitották meg és eredményes működés közben 2013-ban eladták. Nyitáskor a bérbeadható felületnek már több mint 90%-a ki volt adva. 
A létesítményt a 2004-ben alapított RosEvroDevelopment cégcsoport vásárolta meg 195,5 millió euróért. A cégcsoportnak más városokban is van hasonló jellegű bevásárlóközpontja, hozzátarozik többek között a krasznojarszki Planyeta és a novokuznyecki Planyeta is, valamint 2019-ben a jaroszlavli Aura és a szurguti Aura bevásárlóközpontot is megvette. A RosEvroDevelopment 2016 végén a nevét Malltechre változtatta. (mall az amerikai típusú bevásárlókomplexumok közös neve).

## Ismertetése
Az épület teljes területe 150 000 m² (152 000 m²), ebből a kereskedelmi (bérbeadható) terület 60 000 m² (63 600 m²). A hatszintes épület két alsó szintje mélygarázs 1600 gépkocsi férőhellyel, a külső parkolóban 400 gépkocsi számára van hely. 
A belső tér három nagyobb átriumának mindegyikét eltérő stílusban alakították ki, az egyik átriumban közel 20 méter magas vízesés zuhog. A földszinten főként az O'Key szupermarket, valamint nyugati ruházati és más divatmárkák üzletei helyezkednek el. A gyorskiszolgálók (gyorséttermek, food-court-ok) és presszók részlege a felső szinten kapott helyet és több különálló hangulatos sarokra oszlik.
A létesítmény fő bérlői (horgonybérlői) az O'Key élelmiszer hipermarket (7400 m²) mellett az M.Video és az Eldorado elektronikai és háztartási gépek szupermarketjei, a Kosmic szórakoztatóközpont (bowling és biliárd, 4300 m²), a Formula Kino multiplex mozi (2700 m²). A számos más kereskedelmi és szolgáltató egység között említhető még a gyermekvilág (Gyetszkij Mir), a nagy könyvesbolt, a sport-részleg, az ajándék-, a kozmetikai és a divatáruk üzleteinek sokasága.
A kezdetektől 2018-ig a bevásárlóközpont egyik legnagyobb horgonybérlője a német Media Markt háztartási és szórakoztató elektronikai termékeket forgalmazó cég volt, de augusztus végén bezárta itteni üzletét is. A Media Markt ugyanis 2018-ban kivonult Oroszországból, miután a Szövetségi Monopoliumellenes Szolgálat jóváhagyta, hogy az orosz Szafmar csoport megszerezze a teljes német üzletláncot. A Media Markt helyét az Aurá-ban a Szafmarhoz tartozó M.Video és/vagy az Eldorado foglalta el.